# Hans-Peter Bach
Hans-Peter Bach (* 16. März 1958 in Darmstadt) ist ein deutscher Jurist und Unternehmer.

## Leben
Hans-Peter Bach ist der Sohn des Verlegers Max Bach (1915–2006). Nach dem Abitur studierte er an der Johannes Gutenberg-Universität Mainz Jura und Volkswirtschaftslehre und promovierte 1985 zum Dr. jur. Zwei Jahre später wurde er Generalbevollmächtigter der Darmstädter Echo Verlag und Druckerei GmbH und 1990 zusammen mit seinem Bruder Horst (* 1944, † 2009) Geschäftsführer dieses Unternehmens.
Von 2008 bis 2015, dem Jahr des Verkaufs des Unternehmens an das Medienunternehmen VRM, war Bach alleiniger Geschäftsführer. Der neu geschaffene Konzern zählt zu den zehn größten Verlagsgruppen Deutschlands. Über eine Million Menschen lesen dessen Produkte.
Zum 31. August 2018 schied Bach nach 32-jähriger Tätigkeit aus dem Unternehmen aus.
Er gründete die Firma MeinStudium B + B GmbH, deren Geschäftsführer er zusammen mit Florian Bach ist (Gesellschaftsvertrag vom 16. November 2018, Amtsgericht Darmstadt Nr. HRB 98457).

## Öffentliche Ämter
- 2009–2014 Präsident der Industrie- und Handelskammer Darmstadt.
- 2011–2012 Mitglied im Plenum des Deutschen Presserats
- Einige Jahre ehrenamtlicher Richter am Landesarbeitsgericht Kassel sowie Vorsitzender des DRK-Stadtverbands Darmstadt.